# 福綃蝶屬
福綃蝶屬（學名：Forbestra）是蛺蝶科斑蝶亞科綃蝶族中的一個屬。物種分佈於中南美洲。

## 物種
- 福綃蝶 Forbestra equicola
- Forbestra olivencia
  - 黃裙福綃蝶 F. o. truncata
- 波福綃蝶 Forbestra proceris